# 島氏永站
島氏永站（日语：／ Shima-Ujinaga eki */?）是一個位於日本愛知縣一宮市及稻澤市，屬於名古屋鐵道（名鐵）名古屋本線的鐵路車站。車站編號為NH48。
月台為上下行線分離存在，上行月台位於一宮市，下行月台位於稻澤市。

## 車站構造
千鳥式月台2面2線的地面車站。
| 月台         | 路線       | 方向 | 目的地                 |
| ------------ | ---------- | ---- | ---------------------- |
| （稻澤市側） | 名古屋本線 | 下行 | 名鐵一宮、名鐵岐阜方向 |
| （一宮市側） | 名古屋本線 | 上行 | 名鐵名古屋、金山方向   |

### 配線圖
| ← 名古屋方向    | 島氏永站 構內配線略圖 | → 一宮、 岐阜方向 |
| 图例 参考文献： |                       |                   |

## 相鄰車站
名古屋鐵道
 名古屋本線
□μ-SKY、□快速特急、□快速特急、■特急、□快速急行（特別停車）、■急行、■準急
通過
■普通
國府宮（NH47）－島氏永（NH48）－妙興寺（NH49）

## 外部連結
- 島氏永 - 名古屋鐵道